# Spheciospongia areolata
Spheciospongia areolata är en svampdjursart som först beskrevs av Arthur Dendy 1897.  Spheciospongia areolata ingår i släktet Spheciospongia och familjen borrsvampar.
Artens utbredningsområde är Sydaustralien. Inga underarter finns listade i Catalogue of Life.